# Пожджениці
Пожджениці (пол. Pożdżenice) — село в Польщі, у гміні Зелюв Белхатовського повіту Лодзинського воєводства.
Населення — 659 осіб (2011).

## Демографія
Демографічна структура станом на 31 березня 2011 року:
|          | Загалом | Допрацездатний вік | Працездатний вік | Постпрацездатний вік |
| -------- | ------- | ------------------ | ---------------- | -------------------- |
| Чоловіки | 329     | 68                 | 230              | 31                   |
| Жінки    | 330     | 65                 | 194              | 71                   |
| Разом    | 659     | 133                | 424              | 102                  |